# Resi Stieglerová
Resi Stieglerová (* 14. listopadu 1985 Jackson, Wyoming) je americká reprezentantka v alpském lyžování, specializující se především na točivé disciplíny – slalom a obří slalom.

## Osobní život
Je dcerou rakouského olympijského vítěze Josefa „Pepiho“ Stieglera. S lyžováním začala ve dvou letech a prvního závodu se zúčastnila v šesti letech. V ženském Světovém poháru debutovala startem v roce 2002 (slalom v Lenzerheide, Švýcarsko, 11. místo). V roce 2003, na juniorském mistrovství světa ve Francii získala bronzové medaile ve slalomu a kombinaci. Na seniorském světovém šampionátu ve švýcarském Svatém Mořici téhož roku obsadila desáté místo v kombinačním závodě. Na mistrovství světa o dva roky později, v roce 2005 v italské Santa Caterina, dojela šestá v kombinaci, nejlepším výsledku ze světových šampionátů.
Ve Světovém poháru skončila na čtvrtém místě ve švédském Åre (17. března 2006, slalom). V německém Ofterschwangu se v březnu 2012 poprvé objevila na stupních vítězů, když dojela druhá ve slalomu. V roce 2006 se zúčastnila Zimních olympijských her v Turíně, kde obsadila jedenácté místo v kombinaci a dvanácté ve slalomu. Na ZOH 2014 a ZOH 2018 se zúčastnila obřího slalomu, v němž obsadila 29. příčku a o čtyři roky později 36. pozici.

## Zajímavosti
Americká reprezentantka jezdí soutěže v helmě s tygříma ušima. Mediálně známým se stal soudní proces s olympijským výborem, který jí nechtěl tento doplněk povolit na ZOH 2006 v Turíně. Stieglerová však soudní spor vyhrála. Po projetí cíle závodu, v dojezdovém prostoru, provádí krátký charakteristický taneček.
Má mladšího bratra Seppiho, který je obchodníkem.